# 古吉拉特邦帕坦城的王后階梯井
王后阶梯井坐落在印度古吉拉特邦的帕坦城，位于萨拉斯瓦蒂河畔，是为了纪念一位11世纪的国君修建的。王后阶梯井反映了印度匠人修建阶梯井技术的高度，其精湛的技术、复杂的工艺和精致的细节使其成为玛鲁-古嘉拉式建筑的典范。王后阶梯井是作为一个从地表到地下的反向的神庙而修建的，突出表现了水的圣洁。它被分为七层台阶，每层均被大量精美的浮雕修饰。阶梯井内有超过500个大型塑像和超过1000个小型塑像，分别表示宗教，神话和世俗的故事，常常能与文学作品的内容呼应。台阶的第四层是最深的，通往一个9.5米长，9.4米宽，23米深的矩形水池。阶梯井本身位于建筑群的西端，直径约10米，深度约30米。2014年6月22日，与丝绸之路和京杭大运河一起，王后阶梯井获选进入联合国教科文组织世界遗产名录。

## 历史
王后阶梯井是在索兰奇王朝时期修建的。一般认为，该阶梯井是为了纪念索兰奇国王布希密迭夫一世（Bhimdev I，公元1022-1063年），由其孀妇乌达雅玛提（Udayamati）修建的。布希密迭夫一世是索兰奇王朝的创立者穆拉雅加（Mularaja）的儿子，而阶梯井大约是在布希密迭夫一世的继承人卡然迭夫一世（Karandev I）在位时期完成的。乌达雅玛提为布希密迭夫一世修建王后阶梯井的故事被记录在一部1304年完成的耆那教史诗中。
王后阶梯井在其后被萨拉斯瓦蒂河的洪水冲毁，并被埋在淤泥之中，直到1980年左右被印度考古调查局发掘出来。阶梯井上的浮雕因此得以保存原貌。王后阶梯井是印度最精致的阶梯井遗址之一。

## 建筑
王后阶梯井建筑群规模庞大，约64米长，20米宽，27米深，整体呈东西走向，是类似建筑中体积最庞大，也是最奢华的之一 。多层的石柱将阶梯井的台阶走廊均匀的分隔开来，虽然洪水带来的淤泥将该阶梯井的大部分埋于地下，只有井壁的部分浮雕可见，但从现存井壁西侧的一部分依然可以看见，井体本身是由砖砌成，表面覆以石制材料。井壁的墙上伸出成对的竖直扶手，扶手由井壁支撑，上面布满精美的刻饰，这些刻饰是类似雕塑中最精美的之一。因为王后阶梯井的名字及其精美的艺术，人们也称其为“印度阶梯井中的王后”。
在阶梯井的底部，有一个小门，这个门连接了一个30公里长的隧道，通往帕坦城附近的西德普尔镇，但该隧道如今已经被砂石填满了。因为阶梯井建设的过程中，索兰奇王国在战争中失利，这个隧道曾经被当作国王的逃生通道。
王后阶梯井上雕塑的主题是毗湿奴及其十大化身，包括释迦牟尼。毗湿奴的雕像周围围绕着婆罗门，苦行僧和飞天女神的塑像，其舌头和身体均涂有颜料和装饰。在井底的水面，刻有毗湿奴倚在千头海蛇舍沙身上，表现毗湿奴永恒于天地之间。台阶起始于地表，逐步下移，穿过数个石柱直到井底深处。
在2011年，印度考古调查局曾经和CyArk合作，用两周时间将王后阶梯井的建筑扫描并制成3D模型。

## 登录过程
- 2014年。在联合国教科文组织第38次世界遗产委员会会议作为文化遗产列入《世界遗产名录》[3]。

## 登录基准
该世界遗产被认为满足世界遺產登錄基準中的以下基準而予以登錄：
- （i）表现人类创造力的经典之作。
- （iv）关于呈现人类历史重要阶段的建筑类型，或者建筑及技术的组合，或者景观上的卓越典范。